# Dolichorrhiza renifolia
Dolichorrhiza renifolia là một loài thực vật có hoa trong họ Cúc. Loài này được (C.A.Mey.) Galushko mô tả khoa học đầu tiên năm 1970.